# 대청면
대청면(大靑面)은 인천광역시 옹진군 북서부에 있는 면이다. 면소재지는 대청도에 있고, 소청도에는 대청면의 소청출장소가 있다.
면적은 15.62 km2(대청도 12.623 km2, 소청도 2.91 km2)이고, 인구는 2022년 말 주민등록 기준으로 1,440 명(대청도 1,224 명, 소청도 216 명)이다.

## 지리
연안에서는 조기·홍어·복어·가자미·우럭 등이 잡히며, 자연산 미역이 생산된다. 소청리에 소청등대가 있으며, 인천항에서 정기여객선이 운항된다. 대청리는 천연기념물로 지정된 동백나무의 자생북한계이다.

## 행정 구역
| 법정리 | 한자명 | 행정리                                                        | 비고              |
| ------ | ------ | ------------------------------------------------------------- | ----------------- |
| 대청리 | 大靑里 | 대청1리, 대청2리, 대청3리, 대청4리, 대청5리, 대청6리, 대청7리 | 면사무소 소재지   |
| 소청리 | 小靑里 | 소청1리, 소청2리                                              | 소청출장소 소재지 |

## 교육
- 대청초등학교
- 대청중학교
- 대청고등학교

## 관광
- 사탄동 모래울 해변
- 지두리 해변
- 미아동 해변
- 옥죽동 모래사막 언덕

### 소청도
- 소청등대
- 분바위